# Tyyne Saastamoinen

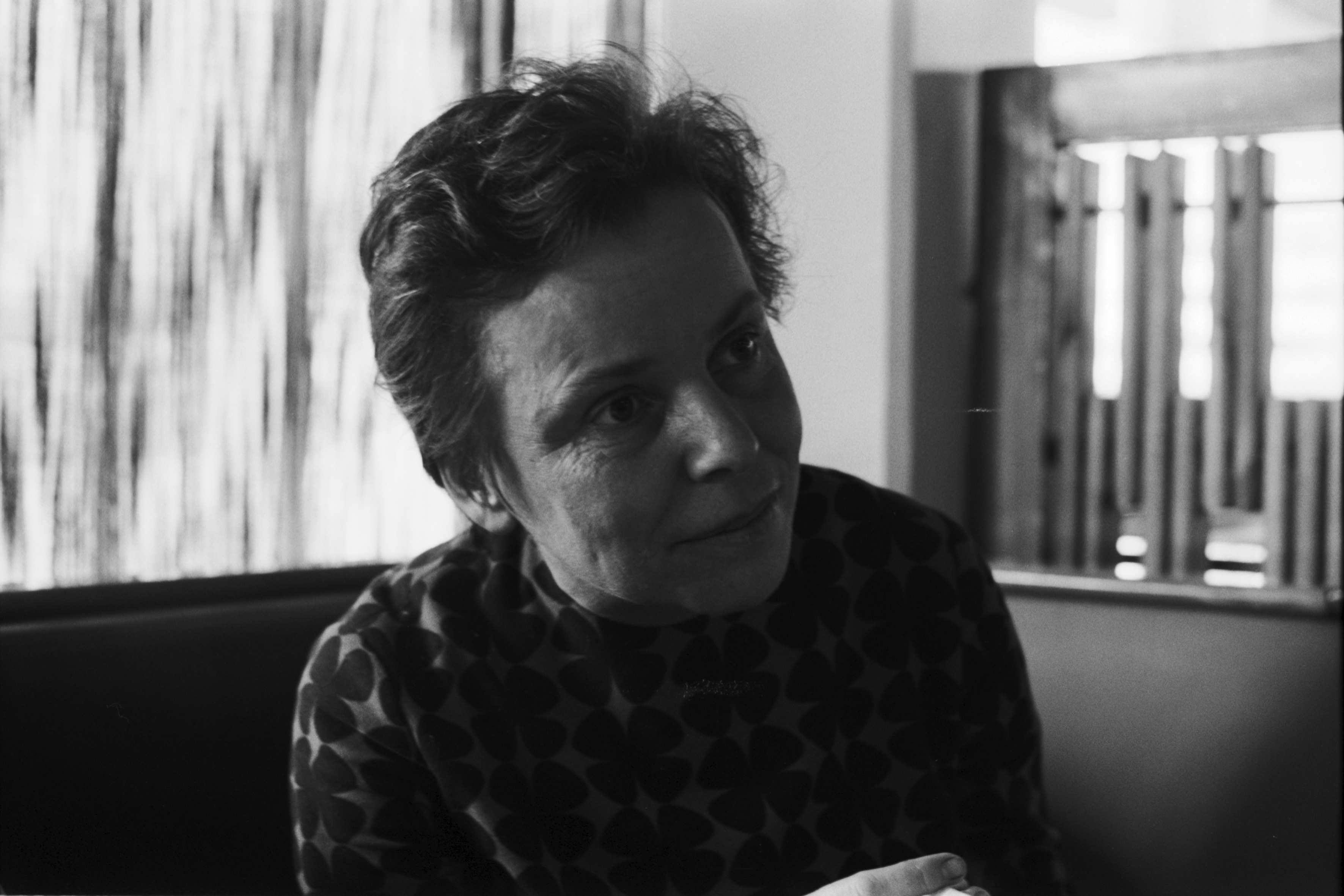
Tyyne Saastamoinen (1970).

Tyyne Adele Saastamoinen-Schimmerling, född 7 juli 1924 i Viborg, död 7 december 1998 i Neuilly-sur-Seine, var en finländsk författare. 
Saastamoinen odlade till en början en traditionell novellistik (till exempel i förstlingsverket Ikoni ja omena, 1954), men övergick på 1960-talet till den modernistiska lyriken. Hon hade ett nästan surrealistiskt grepp om ordet och språket, som hon behandlade med virtuositet, särskilt i sina prosadikter, bland annat i samlingarna Jokainen vuodenaika (1963) och Ehkä tämä on vain syksyä (1972). Hon var från 1960-talet bosatt i Frankrike.